# José Rafael Pascual-Vilaplana
José Rafael Pascual-Vilaplana (Muro d'Alcoi, 1971), també conegut com a Pascual-Vilaplana, és un compositor valencià contemporani, educador musical i director de banda. Actualment és el director titular de la Banda Municipal de Barcelona.

## Biografia
Naix el 30 d'abril de 1971 a Muro d'Alcoi (el Comtat, País Valencià), on comença els estudis musicals amb el bombardí i el piano en la Unió Musical de Muro, sent els seus professors Salvador Martínez i M. Ángeles Palacios.
Més tard contínua els estudis professionals en el conservatori municipal d'Alcoi i en el Conservatori Superior de València. Des de 1988 estudia direcció de banda amb el mestre holandès Jan Cober, i fa  diversos cursos de perfeccionament en direcció bandística amb Eugene Corporon (University of North Texas). En 1993 és seleccionat en l'especialitat de direcció d'orquestra dins del Wiener Musikseminar de Viena, estudiant amb Karl Österreicher i Yuji Yuhasa. En 1994 assisteix a Chicago a les classes de direcció de James Croft impartides en el 47th Mid West Band and Orchestra Clinic. En 1995 obté el diploma de direcció d'orquestra del Wiener Meisterkurse für Musik a l'Escola Superior de Música de Viena, amb el mestre Hans Graf. Ha ampliat coneixements de direcció en diversos cursos amb professors com José Collado, Gerardo Pérez Busquier o Norman Milanés. En 2004 fa una classe magistral de direcció d'orquestra amb el prestigiós mestre Georges Pehlivanian i l'Orquestra Filharmònica d'Eslovènia a Ljubljana.

## Carrera
Ha treballat com a director titular de diverses bandes valencianes (Castell de Castells i Muro). Destaca la banda de música de Castell de Castells (U.M. la Primitiva de Castell de Castells) com a porta d'entrada a la direcció. També treballa a la U.M. de Iàtova. Destaca la seua activitat en el grup de Música Tradicional "La Xafigà" (1988-1996), la Banda de l'Associació Unió Musical de Bocairent (1994-1998), en la Banda de l'Agrupació Artístic-Musical "El Treball" de Xixona (1995-2002), en la Banda de la Societat Unió Musical de Muro (2002-2007) i en la Banda de la Societat Musical "La Nova" de Xàtiva (2007-2009). De 2001 a 2014 ha estat director principal de l'Orquestra Simfònica d'Albacete. Ha estat director convidat de la Banda Nacional de Cuba, Bandes del Conservatori de Tilburg, Bandes Municipals d'Alacant, Barcelona, Bilbao, Castelló, la Corunya, Madrid, Palma, Pontevedra, Santa Cruz de Tenerife, Santander, Santiago de Compostel·la, i Vitòria, banda municipal de Matanzas (Cuba), Banda municipal de Buenos Aires (l'Argentina), banda de la Facultat de Filosofia i Lletres de la Universitat de Buenos Aires, Banda de la Marina Real Holandesa de Rotterdam, Banda del Conservatori Superior de Canàries, Banda i Orquestra del Conservatori Superior del Principat d'Astúries, Banda de Musikene, Banda del Conservatori Superior de Jaén, Banda Simfònica de Santa Maria da Feira (Portugal), Banda Simfònica de Bairrada (Portugal), Banda Simfònica Portuguesa de Porto, Jungend Blassorchester de Baviera, Aulos Wind Band de Suïssa, Civica Filarmonica di Lugano, Banda de les Forces Armades d'Eslovènia, Banda del Conservatori Professional d'Albacete, Banda del Conservatori de Tortosa, Banda del Conservatori de Calahorra, Banda del Conservatori de Pontevedra, Banda i Orquestra del Conservatori d'Almansa, Banda de la Federació de Societats Musicals de la Federació Valenciana (titular temporada 2002), Banda de la Federació Murciana de Bandes, Banda de la Federació Navarresa de Bandes, Banda de la Diputació de Tarragona, Orquestra Simfònica de Matances, Orquestra Simfònica de Bucarest (Romania), Orquestra de Cambra "Manuel de Falla" de Cadis, Cor de la Universitat de Cadis, Orquestra Simfònica d'Albacete, Orquestra SimfònicaOrquestra Simfònica de la Regió de Múrcia de Castelló, , Orquestra Simfònica del Vallès, Orquestra Camera Musicae de Tarragona (principal director convidat 2010-2013), així com amb diverses agrupacions bandístiques de la Comunitat Valenciana, Galícia, Canàries, Castella-la Manxa, Múrcia, Catalunya…
Ha col·laborat com a director amb solistes de la talla de Jorgen van Rijen, Ben van Dijk, Spanish Brass, Ximo Vicedo, Luis González, Pedro Valero, Yulia Nefiodova, Pablo Suárez, Josep Trescolí, Ashan Pillai, Luisa Pereira, Lito Fontana. Així mateix, en produccions líriques ha treballat amb cantants com Ana M. Sánchez, Amparo Navarro, María Ribera, Cristina Sánchez, Ruth Rosique, Andeka Gorrotxategui, Andrés del Pi, Alberto Arrabal, Javier Agulló.

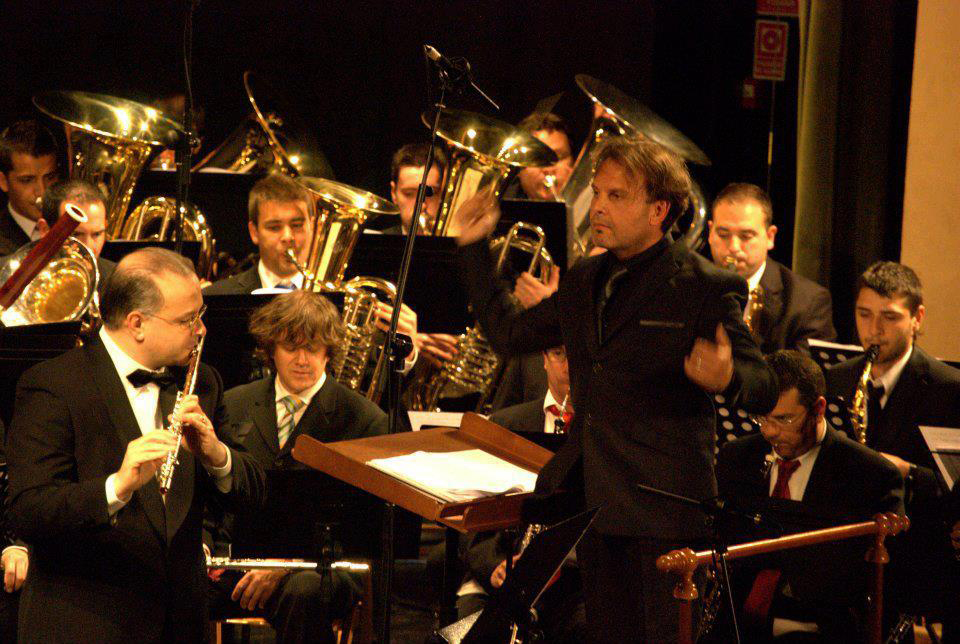
Pascual-Vilaplana dirigint la Banda de València, 2015

És compositor de diverses obres per a banda i conjunt instrumental. Alguns dels seus treballs s'han publicat en l'Editorial Piles, Editorial Albadhoc, Edicions Rivera, Editorial Tot per l'Aire, Edicions EGC i l'Editorial Omnes Bands de València. Participa habitualment com a jurat de diferents concursos de composició per a banda (Altea, Bocairent, Benidorm, Callosa, Calp, Elda, Pego, Dénia, Algemesí, Sant Vicent del Raspeig...). Ha estat designat jurat internacional del Certamen Nacional de Bandes de Suïssa celebrat a la ciutat de Montreux en 2001, del Concurs de Direcció de Pordenone (Itàlia, 2006), del Concurs de Bandes de la Suïssa Italiana a Lugano (2009), del Concurs Internacional de Direcció del WMC de Kerkrade (2010), del Concurs de Direcció de la Toscana (Itàlia, 2010), del Certamen Nacional de Bandes de Colòmbia a la ciutat de Paipa, (2010), del Certamen Internacional “Flicorno d’Or” de Riva del Garda (Itàlia, 2014), així com jurat dels Certàmens Provincials de Bandes d'Alacant (2001) i Castelló (2002) i del Certamen de Bandes de la Sénia (2006). Ha escrit obres per encàrrec per a grups com Spanish Brass Luur Metalls, 2i2 Quartet, Ximo Vicedo, Luis González, Joan C. Matamoros, Francisco González Azorín. En 2006 estrena el seu musical Balansiyyà amb lletres de Carlos Veiga, actuant a València, Torrevella, Madrid i Rabat (el Marroc), director convidat en la banda simfònica juvenil de Colòmbia en el marge del projecte Celebra la Música (2015).